# Akaflieg Darmstadt/Akaflieg München DM1
O DM1 foi um projeto em conjunto das empresas Akaflieg Darmstad e Akaflieg München para o desenvolvimento e pesquisa de um planador para um ocupante. Foi construído e desenvolvido na Alemanha em 1944.